# Ophiocordyceps jiangxiensis
Ophiocordyceps jiangxiensis ist eine parasitische Pilz-Art aus der Ordnung der Krustenkugelpilzartigen, die auf bestimmten Schnellkäferarten parasitiert.

## Merkmale

### Makroskopische Merkmale
Das Stroma wächst einzeln oder büschelig und manchmal verzweigt aus dem Kadaver der Wirtslarve. Es ist zylindrisch, 40 bis 90 Millimeter hoch und 5 Millimeter breit. Gewöhnlich ist keine sterile schwanzartige Spitze ausgebildet. Die eigentlichen Fruchtkörper, die Perithecien sind sehr klein und befinden sich dicht angehäuft im mittleren oder oberen Teil des Stromas. Diese sind verlängert eiförmig und messen  520 bis 600 × 300 Mikrometer.

### Mikroskopische Merkmale
Die Schläuche (Asci) sind 6 Mikrometer groß mit einem zusammengedrückten kugeligen Deckel, der wiederum 2,4 bis 3 × 1,8 bis 2,2 Mikrometer groß ist. Die Sporen sind lang zylindrisch, mit vielen Septen und sind 1 bis 1,2 Mikrometer dick. Jede Einzelzelle 5,5 bis 7,5 Mikrometer groß. Sie brechen nicht in Teilsporen auf.

## Ökologie und Verbreitung

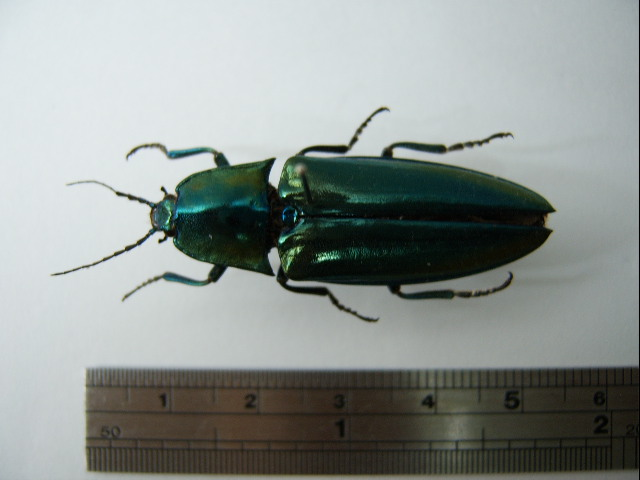
Campsosternus auratus, ein nachgewiesener Wirt von Ophiocordyceps jiangxiensis

Ophiocordyceps jiangxiensis parasitiert auf Larven von mindestens zwei Arten der Schnellkäfergattung Campsosternus, aus der Unterfamilie Denticollinae, so auf Campsosternus auratus und Campsosternus fruhstorfi.
Die Art ist in China in den Provinzen Jiangxi, Fujian, Guizhou und Hunan verbreitet.

## Bedeutung
Ophiocordyceps jiangxiensis wird neben anderen Kernkeulen in der chinesischen Medizin verwendet. Bei der lokalen Bevölkerung wird er zur externen Behandlung bei Schlangenbissen verwendet. D-Mannitol, ein Isomer der Chininsäure mit einer Polyol-Struktur ist dabei der vermutete Hauptwirkstoff.

## Systematik
Ophiocordyceps jiangxiensis wurde 2001 von den chinesischen Mykologen Z.Q. Liang, A.Y. Liu und Yong C. Jiang  als Cordyceps jiangxiensis erstbeschrieben. 2007 wurden die Kernkeulen durch Sung Gi-ho, Sung Jae-mo, Nigel L. Hywel-Jones und Joseph W. Spatafora in drei Gattungen in zwei verschiedenen Familien aufgeteilt. Ophiocordyceps jiangxiensis wird zu den Ophiocordycipitaceae gestellt. Der Artname bezieht sich auf den Fundort der Erstbeschreibung, die  Provinz Jiangxi.